# Paw (singel)
Paw – singel polskiego Piosenkarza i Rapera ReTo z albumu studyjnego W samo południe. Singel został wydany 7 kwietnia 2021. Tekst utworu został napisany przez Igora Bugajczyka.
Nagranie otrzymało w Polsce status platynowej płyty w 2021 roku.
Singel zdobył ponad 20 milionów wyświetleń w serwisie YouTube (2023) oraz ponad 11 milionów odsłuchań w serwisie Spotify (2023).

## Nagrywanie
Utwór został wyprodukowany przez Sergiusza. Za mix/mastering utworu odpowiada DJ Johny. Tekst do utworu został napisany przez Igora Bugajczyka.

## Twórcy
- Young Igi – słowa oraz tekst[1][2]
- Sergiusz – produkcja[1]
- DJ Johny – mix/mastering[1][2]

## Certyfikaty
| Kraj          | Certyfikat      |
| ------------- | --------------- |
| Polska (ZPAV) | platynowa płyta |